# Halanaerobium fermentans
Halanaerobium fermentans è una specie di batterio appartenente alla famiglia delle Halanaerobiaceae.